# Lake City (Minnesota)
Lake City és una població dels Estats Units a l'estat de Minnesota. Segons el cens del 2000 tenia 4.950 habitants.

## Demografia
Segons el cens del 2000, Lake City tenia 4.950 habitants, 2.131 habitatges, i 1.402 famílies. La densitat de població era de 450,8 habitants per km².
Dels 2.131 habitatges en un 26,7% hi vivien nens de menys de 18 anys, en un 56% hi vivien parelles casades, en un 7,4% dones solteres, i en un 34,2% no eren unitats familiars. En el 29,2% dels habitatges hi vivien persones soles el 14,7% de les quals corresponia a persones de 65 anys o més que vivien soles. El nombre mitjà de persones vivint en cada habitatge era de 2,3 i el nombre mitjà de persones que vivien en cada família era de 2,83.
Per edats la població es repartia de la següent manera: un 22,8% tenia menys de 18 anys, un 6,4% entre 18 i 24, un 26,1% entre 25 i 44, un 24,8% de 45 a 60 i un 19,9% 65 anys o més.
L'edat mediana era de 41 anys. Per cada 100 dones de 18 o més anys hi havia 89,9 homes.
La renda mediana per habitatge era de 40.637 $ i la renda mediana per família de 47.146 $. Els homes tenien una renda mediana de 35.321 $ mentre que les dones 24.799 $. La renda per capita de la població era de 20.944 $. Entorn del 3,2% de les famílies i el 6% de la població estaven per davall del llindar de pobresa.

## Poblacions properes
El següent diagrama mostra algunes poblacions properes.